# نشان خون
نشان خون (آلمانی: Blutorden) با نام رسمی نشان یادبود ۹ نوامبر ۱۹۲۳ (کودتای مونیخ) (آلمانی: Medaille zur Erinnerung an den 9. November 1923) یکی از معتبرترین نشان‌های حزب ناسیونال سوسیالیست کارگران آلمان بود که آدولف هیتلر در سال ۱۹۳۴ میلادی، آن را به‌مناسبت یادبود تلاش حزب نازی جهت کودتا در ۹ نوامبر ۱۹۲۳ بنیان نهاد. جنس این مدال از نقره است و بر روی آن تصویر عقابی حک شده که تاج گل بلوطی را در چنگ گرفته است.  داخل تاج گل نیز عبارت «۹ نوامبر» و در سمت راست آن عبارت «مونیخ ۱۹۳۳-۱۹۲۳» دیده می‌شود. در پشت مدال، ورودی فلدهرنهاله (جایی که کودتا شکست خورد) و بالای آن، سواستیکا با پس‌زمینهٔ نور آفتاب حکاکی شده است. بر حاشیه بالایی مدال نوشته است: «و سرانجام، شما پیروز شدید.» (به آلمانی: Und Ihr Habt Doch Gesiegt).

## برای مطالعهٔ بیشتر
- Nimmergut, Jörg (1980). Orden & Ehrenzeichen 1800-1945, Deutschland-Katalog. Munich.